# 坪石乡
坪石乡原为湖南省资兴市所辖乡，2012年4月撤销。原坪石乡、何家山乡成建制并至兴宁镇，同时自原碑记乡并入茶田、岗岭2个建制村至新设兴宁镇。撤销前的坪石乡下辖坪石社区、朝光村、昆村、大铺村、杭溪村、李家洞村、税里村、坪石村、清塘村、沙田村、石盈村共计10行政村和1社区。

## 历史沿革
该地因地处平旷之地，坪中多石灰石，故古村、乡均因此得名。1949年属四区，1956年设坪石乡，1958年与青市、连坪、坪石合并为超美公社，1959年更名青市公社，1961年析设坪石公社，1984年恢复乡建制后一直沿用此名。坪石乡政府坪石，2012年撤销前行政区划代码431081208；辖坪石，辖杭溪、税里、坪石、沙田、石楹、朝光、昆村、大铺、清塘、李家洞10个行政村和坪石社区。